# Imling Konrád
Imling Konrád (Stósz, 1840. november 26. – Budapest, 1913. március 27.) magyar jogi doktor, királyi kúriai bíró.

## Életpályája
Gimnáziumi tanulmányait Rozsnyón és Kassán, a jogot 1860–64-ben a pesti egyetemen végezte. Egy ideig gróf Andrássy Manó házában nevelő volt. A joggyakorlati éveket a királyi kúriánál, ügyvédeknél és az orvosi törvényszéknél töltötte. 
1868-ban jogi doktorrá avatták és ugyanakkor ügyvédi vizsgát tett. Ezután Késmárkon volt ügyvéd. 1873-ban bírónak nevezték ki a tornai törvényszékhez; ennek megszüntével 1877-ben a kassaihoz, ahonnét 1881-ben pótbírónak a budapesti Királyi Ítélőtáblához került. Rendes bíró 1886-ban lett; 1889-ben törvény-előkészítési teendők teljesítésére és a telekkönyvi betétek szerkesztése fölötti főfelügyelet gyakorlása végett beosztották az igazságügy-minisztériumhoz, ahol 1891-ben kúriai bíróvá történt kineveztetése után működött. Imling Konrád érdeme volt  a telekkönyvi intézmény egységesítése, valamint a telekkönyvi rendeletek határőrvidékre és Fiumére való kiterjesztése. Részt vett a jogi oktatásban is. 
Tagja volt az ügyvédi, a bírói vizsga és a jogi államvizsga bizottságainak. A polgári törvénykönyv előkészítésének munkájában a kezdetektől (1894-től) fogva segédkezett. Imling munkája volt a dologjogi rész elkészítése a tervezet mindkét szövegezésében (1910 és 1913). 1906-tól 1913-ig törvénykönyvtervezet előkészítési munkálatainak volt a vezetője. A Fodor-féle Magyar magánjogban ő dolgozta ki a telki terhekről, a zálogjogról és szolgalmakról szóló részeket. Szerkesztette a Ráth-féle jegyzetelt törvénytárat, a jogi szaklapok közölték több cikkét, melyek a dologi jog, a telekkönyvi ügy, illetve a törvénykezés és a bírósági szervezet tárgykörében íródtak. 1913. március 27-én hunyt el Budapesten.

## Újságcikkei
Cikkei a Sürgönyben (1863. 194. sz. Észrevételek jogirodalmunk fölött), a Jogtudományi Közlönyben (1872. Elévülési jogeset, A peressé vált hagyaték biztosításáról való birói gondoskodás, 1875. Észrevételek a telekkönyvek átalakítása iránt, A tanúkihallgatás elrendelésének vagy megtagadásának kérdéséhez, 1878. Megítélt tőke kamatai, Haszonbéri szerződés telekkönyvi bekebelezésének joghatálya, Az előjegyzett tulajdonosnak a birtok átadása iránti joga, Halasztás a perirat beadására, Póttárgyalás elrendelése és bizonyiték bekövetelése, Haszonbéri szerződés telekkönyvi bekebelezésének joghatálya. Tanulságok az eskü általi bizonyításra vonatkozó döntvényekből, 1879. A polg. törvk. rendt. 299. §-a mint halasztási eszköz, A hitelező, az adós és a jelzálog tulajdonosa közötti jogviszony. A feloldott itélet joghatálya, Eltérés a birói illetőségtől, Fellebbviteli biróságaink ujabb gyakorlatából, A kir. táblabirák kinevezésének kérdéséhez, A VII. jogászgyűlés IV. szakosztályának tárgyalásai, 1880. Jóhiszeműség, Bekebelezett és előjegyzett tulajdonos és átverés a tulajdonjog előjegyzése után nyert zálogjog alapján, Jóhiszeműség, A birói egyezségekről, 1881. Az ablakjog szolgalma. 1882. A budapesti kir. itélőtábla gyakorlatából. A harmadik javára kötött szerződések. 1883. Uj telekkönyvek szerkesztése, A budapesti királyi ítélőtábla gyakorlatából, A végrehajtási törvény magyarázata, Fellebbvitel a végrehajtási eljárásban. 1884. Miképen egyeztendők össze az 1881. LX. t.-czikk 166., 167. §-ai a 156. § rendelkezéseivel, A végrehajtási törvény 133., 49., 60. §-ai, Feleletek a nyílt kérdésére: az 1881. LX. t.-czikk 37. §-a, Észrevételek a végrehajtási törvény értelmezését tárgyazó ujabban megjelent czikkekre, Mit értsünk a «beadványnak hiánypótlás végetti visszaadása» alatt?, A kereset időelőttiségének kérdéséhez, Pluris petitio, 1885. Észrevételek a telekkönyvi törvényjavaslatra, Az 1881. LX. t.-czikk 142. §-ának értelmezéséhez. A biztosítási intézkedések viszonos foganatosítása Ausztriában és Magyarországban, A telekkönyvi rendelet 92. és 1881. XL. t.-czikk 228. §-a, Néhány szó a jelzálogos keresetekről, Van-e fellebbvitelnek a harmadbirósághoz helye az 1874: XXXV. t.-czikk 119. §-a alapján hozott végzés ellen? A telekkönyv kiigazítása iránti per illetékes birósága, A végrehajtási törvény 42. §-ához, Mikor áll be a végrehajthatóság ideje? Az 1877: XXII. t.-czikk 12. §-a, Hol kell benyujtani a végrehajtást elrendelő végzés elleni folyamodást? A pótbirói intézmény és az ennek megszüntetése iránti törvényjavaslat, A IX. magyar jogászgyűlés I. szakosztálya, 1886. Az 1881. LX. t.-czikk 197. §-ához képest indított perek jogi természete és ezek illetékes birósága, Mikor van helye kielégítési végrehajtásnak. Döntvénybirálat: Ki köteles az okirat tartalmának valóságát bizonyítani? A jelzálogtulajdonos védelme a jelzálogkereset ellen. Hogyan kell szerkeszteni a valaminek türésére vagy abbanhagyására kötelező ítéletet?, A sorrendi végzés kézbesítése. Osztrák tőzsdebiróság marasztaló itélete alapján hazai biróság által elrendelendő-e a végrehajtás?, Az ingatlan árverés jogerőre emelkedése utóajánlat esetében, 1887. A magyar öröklési jog tervezete a szerkesztés szempontjából, A telekkönyvi enquéte tárgyalásai, Az ingatlan árverés jogerőre emelkedése utóajánlat tétele esetében, A tulajdon és birtok közösségének megszüntetése iránti perekről, Hátralékok a budapesti királyi itélő táblánál és könyvismertetés, 1888. A telekkönyvi enquéte tárgyalásai, Az árverési végzés megváltoztatásának joghatálya a foganatosított árverésre, Észrevételek a birák és birósági hivatalnokok által okozott károkért. 1889. A végrehajtási törvény revisiója. Terjeszszük és tegyük alaposokká a telekkönyvi ismereteket. Az igazságügyminiszternek egyik legujabb körrendelete és könyvism., 1890. A telekkönyvek revisiója. 1891. A birói ügyviteli szabályok 153. §-a., Igazolás az igényperben, A telekkönyvek helyesbítése és az örökösödési eljárás, A végrehajtási árverésen megvett ingatlannak birtokába helyezése, 1892. A m. kir. curia 55. számú polgári döntvénye, Közpénztárnál végrehajtásilag lefoglalt követelés és könyvism., 1893. Telekkönyvi kényszer, 1894. Ujabb törvények, melyek módosítást és kiegészítést igényelnek.) Ezeken kívül a Magyar Igazságügy, Polgári törvénykezés, Jog és Ügyvédek Lapja cz. szaklapokban, nemkülönben politikai lapokban több százra menő czikke jelent meg. főleg a dologi jog. a telekkönyvi ügy, a törvénykezés és a birósági szervezet tárgyaiban. mely czikkek sok részben befolyással voltak úgy a birósági gyakorlat fejlődésére, miny a törvényhozás tevékenységére. A Pester Lloydnak is munkatársa volt. A Pallas Nagy Lexikonába a perjogi részt írta. 

## Munkái
- Pénzügy törvények és szabályok. Függelék az 1873. évi országgyűlési törvényczikkek, a házadó, a jövedelemadó, a személyes kereseti adó, a bélyeg és illeték valamint a díjak módosításáról. Budapest: Ráth Mór, 1873. 49 p.
- 1876-dik évi országgyűlési törvényczikk. Budapest: Ráth, 1876. 388 p.
- A végrehajtási törvény (1881. évi LX. törvényczikk) magyarázata. Bpest, 1884. (2. jav. és bőv. kiadás, Uo. 1891.)
- Telekkönyvi reformok. Uo. 1885. (Magyar Jogászegyleti Értekezések XXV.) Online
- A magyar telekkönyvi rendtartás mai érvényében ... Irta Zlinszky Imre. III. kiadásként az újabb törvényekkel kibővítve és a felsőbb biróságok újabb megállapodásainak felhasználásával átdolgozta ... Uo. 1887. (4. kiadás ... 5. kiadás. Uo. 1893; 6. kiadás: 1902. A magyar telekkönyvi jog címen Online)
- 1900: XV. törvényczikk az 1886: XXIX., 1889: XXXVIII. és az 1892: XXIX. telekkönyvi betéttörvényeknek a vízrendező társulatokat illető módosításairól és kiegészítéséről. Budapest: Ráth Mór, 1886-1900. 352 p.
- Telekkönyvi rendeletek. Budapest: Révai, 1887.237 p.
- 1887. évi országgyűlési törvényczikk. Jegyzetekkel, utasításokkal és magyarázattal ellátva. Budapest: Ráth, 1887. 259 p.
- 1881. XXVI. törvényczikk a bélyeg és illetékre vonatkozó törvények és szabályok némely határozatainak módosításáról, magyarázattal kísérve. Budapest: Ráth Mór, 1887. 24 p.
- 1887. évi XXVIII. t-cz: az ügyvédi rendtartásról szóló 1874: XXXIV. t-cz. némely intézkedésének módosításáról. Budapest: Ráth Mór, 1887. 32 p.
- 1887. XLV. törvényczikk a bélyeg és illetékre vonatkozó törvények és törvényesített szabályok némely határozatainak módosításáról. Budapest: Ráth Mór, 1887 17 p.
- 1888. évi országgyűlési törvényczikkek. Jegyzetekkel, utasításokkal és magyarázattal ellátva. Budapest: Ráth, 1888. IV, 487 p.
- 1888. évi XIX. törvényczikk a halászatról. Jegyzetekkel, utasításokkal és magyarázattal ellátva. Budapest: Ráth, 1888. 74 p.
- 1889. XXVIII. törvényczikk a pénzügyi közigazgatás szervezetének változtatásáról. Budapest: Ráth, 1889. 37 p.
- 1890. évi országgyűlési törvénycikkek. Jegyzetekkel, utasításokkal és magyarázattal ellátva. Budapest: Ráth, 1890. VIII, 368 p.
- 1889. XXXVIII. törvényczikk a telekkönyvi betétekről szóló 1886. évi XXIX. t-cz. módosítása és pótlása tárgyában. Budapest: Ráth Mór, 1890. 69 p.
- A végrehajtási törvény (1881. évi LX. törvényczikk) magyarázata. 2. javított, bővített kiadás. Budapest: Franklin, 1891. 516 p.
- 1892. évi XXIX. t.cz. a tényleges birtokos tulajdonjogának a telekjegyzőkönyvbe bejegyzéséről és a telekjegyzőkönyvi bejegyzések helyesbítéséről. Budapest: Ráth Mór, 1893. 105 p.
- Az 1893. évi XVIII. törvényczikk a sommás eljárásról. Budapest: Ráth Mór, 1893-1894.
  - 1. kötet 105 p.
  - 2. kötet 72 p.
- Az 1893. évi XVIII törvényzikk a sommás eljárásról. Budapest: Ráth Mór, 1894. 72 p.
- Az 1894. évi XXVI. törvényczikk a törvénykezési bélyegekre és illetékekre vonatkozó törvények és szabályok módosításáról és kiegészítéséről. Budapest: Ráth Mór, 1894. 20 p.
- Az 1894. évi XXXI. törvényczikk a házassági jogról. Budapest: Ráth Mór, 1894-1895. 
  - 1. kötet 53 p.
  - 2. kötet 82 p.
- Az 1894: XXXII. törvényczikk a gyermekek vallásáról. 1893.[! 1894.] XXXIII. törvényczikk az állami anyakönyvekről. Budapest: Ráth Mór, 1894-195
  - 1. kötet 44.
  - 2. kötet 26 p.
- Az 1895. évi XXXVII. törvényczikk a találmányi szabadalomról. Jegyzetekkel, utalásokkal és magyarázattal. Budapest: Ráth Mór, 1895. 44 p.
- Az 1895. évi országgyűlési törvényczikkek. Budapest: Ráth 1895. 253 p.
- 1894: évi XVII. törvényczikk az örökösödési eljárásról. Pót-füzet: miniszteri végrehajtási rendeletek rendeletek. Budapest: Ráth Mór, 1895. 77, [1]
- 1896: XXVI. törvényczikk a Magyar Királyi Közigazgatási Bíróságról. Budapest: Ráth Mór, 1896. 73 p
- 1896: XXXIII. tcz. a bűnvádi perrendtartásról. Budapest: Ráth Mór, 1896-1897 p. 337 p.
- 1898 : X. törvényczikk a polgári törvénykezési rendtartásról szóló 1881. LIX. törvényczikk 3-ik §-ának módosításáról: Végrehajtási rendelettel. Budapest: Ráth Mór, 1896. 7 p.
- 1897: XXXIII. törvényczikk az esküdtbíróságokról. Budapest: Ráth Mór, 1897. [1], 32 p.
- 1898: XXIII. törvényczikk a gazdasági és ipari hitelszövetkezetekről. Budapest: Ráth Mór, 1898. [1], 31 p.
- Dologi nyílt kérdések. Budapest: Franklin Ny., 1898. 58 p.
- 1900-dik évi országgyűlési törvényczikkek. Budapest: Ráth Mó, 1900. XVIII, 302 p.
- 1900: XX. törvényczikk a községi közigazgatási tanfolyamról: a magyar királyi belügyminister végrehajtási rendeletével. Budapest: Ráth Mór, 1900. 24 p.
- 1900: XV. törvényczikk az 1896: XXIX, 1889: XXXVIII. és az 1892: XXIX.telekkönyvi betéttörvényeknek a vízrendező társulatokat illető módosításáról és kiegészítéséről. Budapest: Ráth Mór, 1900. 10 p.
- 1901 : XXIV. törvényczikk az összeférhetetlenségről. Budapest: Ráth Mór, 1901. 171 p.
- 1901. XXIV. törvényczikk az összeférhetetlenségről. Budapest: Ráth Mór, 1901. [2], 30 p.
- 1902-dik évi országgyűlési törvényczikkek. Budapest: Ráth Mór, 1902. XI 167 p.
- 1901: XX. törvényczikk a közigazgatás egyszerűsítéséről. Budapest: Ráth Mór, 1902. 26 p.
- 1903-dik évi országgyűlési törvényczikkek. Budapest: Ráth Mór, 1903. 6, 55 p.
- Magánjog. Budapest: Grill, 1904-19.
  - 1. kötet: Személyiségjog és dologjog. 713 p.
  - 2/1. kötet: Családjog és kötelmi jog. 446 p.
  - 2/2. kötet: Családjog és kötelmi jog. 713 p.
  - 3. kötet: Örökségi jog. 602 p.
- A végrehajtási törvény (1881. évi LX. törvényczikk) magyarázata. Budapest: Franklin, 1905.
  - a kötet: 589 p.
  - b kötet: 589 p.
- A végrehajtási törvényt módosító és kiegészítő 1908. évi XLI. törvényczikk magyarázata. Budapest: Franklin, 1909. 63 p.

Részt vett Zlinszky Magyar magánjoga III. és IV. kiadásának átdolgozásában és a Ráth-féle jegyzetes Törvénytárban 1886-tól kommentálta az igazságügyre vonatkozó törvénycikkeket.